# Ílion
Ílion (Nea Liosia) är en kommunhuvudort i Grekland.   Den ligger i prefekturen Nomarchía Athínas och regionen Attika, i den sydöstra delen av landet, 6 km norr om huvudstaden Aten. Ílion ligger 90 meter över havet och antalet invånare är 84 793.
Terrängen runt Ílion är platt åt sydost, men åt nordväst är den kuperad. Runt Ílion är det mycket tätbefolkat, med 6 472 invånare per kvadratkilometer. Närmaste större samhälle är Aten, 6,1 km söder om Ílion. Runt Ílion är det i huvudsak tätbebyggt.